# كأس السوبر الإفريقي 1995
كأس السوبر الأفريقي 1995، هي النسخة الثالثة من بطولات كأس السوبر الأفريقي، جمعت بين نادي الترجي التونسي (بطل البطولة الأفريقية للأندية الأبطال1994) ونادي موتيما بيمبي من جمهورية الكونغو الديمقراطية (الفائز بكأس الكؤوس 1994)، أقيمت المباراة في أرض محايدة على ملعب الإسكندرية في مصر، فاز الترجي بنتيجة 3 ـ 0 ليحقق لقبه الأول (والوحيد) في بطولة السوبر الأفريقي.

## الفرق
| الفريق       | المنطقة      | طريقة التأهل                                 | حضور سابق |
| ------------ | ------------ | -------------------------------------------- | --------- |
| الترجي       | شمال أفريقيا | بطل كأس أفريقيا للأندية البطلة 1994          | 0         |
| موتيما بيمبي | جنوب أفريقيا | بطل كأس أفريقيا للأندية الفائزة بالكؤوس 1994 | 0         |

## النتيجة النهائية
الترجي (3-0)  موتيما بيمبي

## الفائز بالبطولة
(اللقب الأول)